# Leonard Raba
Leonard Raba (ur. 8 grudnia 1954 w Opolu) – polski żużlowiec.
Licencję żużlową uzyskał w 1973 roku. W 1976 r. zdobył w Opolu srebrny medal Młodzieżowych Indywidualnych Mistrzostw Polski. Największy sukces w karierze odniósł w 1982 r. w Zielonej Górze, gdzie zdobył tytuł wicemistrza kraju. Do innych jego znaczących osiągnięć należały również I m. w turnieju o Łańcuch Herbowy Miasta Ostrowa Wielkopolskiego (1977), II m. (1981) i III m. (1984) w turniejach o Złoty Kask, dwukrotnie I m. w Memoriałach Alfreda Smoczyka oraz III m. w Kryterium Asów Polskich Lig Żużlowych im. Mieczysława Połukarda (1985).
Dwukrotnie (1982, 1984) startował w eliminacjach Indywidualnych Mistrzostw Świata, najlepszy wynik osiągając w 1982 r. w Lesznie (XIII m. w Finale Kontynentalnym). W 1984 r. reprezentował narodowe barwy podczas rozegranego w Lesznie finału Drużynowych Mistrzostw Świata, podczas których polscy żużlowcy zajęli IV miejsce.
Przez cały okres swoich startów (1973–1986) reprezentował barwy klubu Kolejarz Opole. Przez jeden sezon (1978) startował również w lidze brytyjskiej, w klubie Swindon Robins. Żużlową karierę zakończył wskutek obrażeń (skomplikowane złamanie nogi) po wypadku z Bolesławem Prochem w 1985 r., podczas ligowego meczu z Polonią Bydgoszcz. 
Obecnie mieszka w Bad Säckingen w Niemczech.  